# Chaetobroscus
Chaetobroscus is een geslacht van kevers uit de familie van de loopkevers (Carabidae). De wetenschappelijke naam van het geslacht is voor het eerst geldig gepubliceerd in 1900 door Semenov.

## Soorten
Het geslacht Chaetobroscus omvat de volgende soorten:
- Chaetobroscus anomalus Chaudoir, 1878
- Chaetobroscus bhutanensis Morvan, 1980
- Chaetobroscus kezukai Dostal, 1984